# Pässinpää (ö i Södra Savolax)
Pässinpää är en ö i Finland. Den ligger i sjön Pihlajavesi och i kommunen Puumala i den ekonomiska regionen  S:t Michel och landskapet Södra Savolax, i den södra delen av landet, 250 km nordost om huvudstaden Helsingfors. Öns area är 2,4 hektar och dess största längd är 310 meter i nord-sydlig riktning.